# North Branch (Michigan)
North Branch – wieś w Stanach Zjednoczonych, w stanie Michigan, w hrabstwie Lapeer.